# Onthophagus coracinoides
Onthophagus coracinoides là một loài bọ cánh cứng trong họ Bọ hung (Scarabaeidae).